# Anne-Marie Davidová
Anne-Marie Davidová (* 23. května 1952 Casablanca) je francouzská zpěvačka pop music. V roce 1970 vydala první singl „Bab El Oued Mon Amour“, výrazně na sebe upozornila rolí Marie Magdaleny v muzikálu Jesus Christ Superstar: hrála v jevištní podobě, uvedené v Palais de Chaillot, a také nadabovala francouzskou verzi filmu.
V roce 1973 reprezentovala Lucembursko na Eurovision Song Contest s písní „Tu te reconnaîtras“. Získala 129 hlasů a těsně zvítězila před španělskou skupinou Mocedades a Britem Cliffem Richardem.
V letech 1974–1978 žila v Turecku, kde kromě pěveckých vystoupení také hrála ve filmu Pembe Panter. V roce 1979 se znovu zúčastnila Eurovision Song Contest, tentokrát jako zástupkyně Francie se skladbou „Je suis l'enfant-soleil“, a skončila na třetím místě.
Od roku 1981 účinkovala v muzikálu Claude Bollinga Le Vent tourbillon, vystupovala také na slavnostním ceremoniálu mistrovství světa v klasickém lyžování 1982 v Oslo a na festivalu ve Viña del Mar v Chile.
Koncem osmdesátých let přerušila hudební kariéru, žila na venkově a věnovala se chovu koní. Znovu začala vystupovat v roce 2003, o rok později vydala koncertní album Live à Charleroi. V roce 2005 byla jedním z hostů programu k padesátému výročí Eurovize. V roce 2010 nahrála další desku nazvanou Federico, která je poctou básníkovi Federicu Garcíovi Lorcovi. Ve spolupráci s hudebníkem Jeanem Musym představila projekt „filmů bez obrazů“, zaměřený na rozvoj uměleckého cítění nevidomých dětí.